# هانس بيتر زيمر
هانس بيتر زيمر (بالألمانية: HP Zimmer)‏ هو نحات ورسام ألماني، ولد في 23 أكتوبر 1936 في برلين في ألمانيا، وتوفي في 5 سبتمبر 1992.